# Vân Sơn (phường)
Vân Sơn là một phường thuộc thị xã Mộc Châu, tỉnh Sơn La, Việt Nam.

## Địa lý
Phường Vân Sơn có vị trí địa lý:
- Phía đông giáp huyện Vân Hồ
- Phía tây giáp phường Thảo Nguyên
- Phía nam giáp phường Bình Minh và huyện Vân Hồ
- Phía bắc giáp xã Chiềng Chung.

Phường Vân Sơn có diện tích 22,76 km², dân số năm 2023 là 10.354 người, mật độ dân số đạt 454 người/km².

## Hành chính
Phường Vân Sơn được chia thành 11 tổ dân phố: 1/5, 66, 68, Muống, Pa Hốc, Piềng Sàng, Suối Khem, Tám Ba, Thảo Nguyên, Tiến Phong, Xồm Lồm.

## Lịch sử
Ngày 14 tháng 11 năm 2024, Ủy ban Thường vụ Quốc hội ban hành Nghị quyết số 1280/NQ-UBTVQH15 về việc sắp xếp đơn vị hành chính cấp huyện, cấp xã của tỉnh Sơn La giai đoạn 2023 – 2025 (nghị quyết có hiệu lực từ ngày 1 tháng 2 năm 2025). Theo đó, thành lập phường Vân Sơn thuộc thị xã Mộc Châu trên cơ sở 6,19 km² diện tích tự nhiên, quy mô dân số là 5.556 người của thị trấn Nông trường Mộc Châu và 16,57 km² diện tích tự nhiên, quy mô dân số là 4.798 người của xã Phiêng Luông.
Phường Vân Sơn có 22,76 km² diện tích tự nhiên và quy mô dân số là 10.354 người.
Ngày 20 tháng 1 năm 2025, UBND tỉnh Sơn La ban hành Quyết định số 163/QĐ-UBND về việc:
- Chuyển tiểu khu 1/5 thành tổ dân phố 1/5.
- Chuyển tiểu khu 66 thành tổ dân phố 66.
- Chuyển tiểu khu 68 thành tổ dân phố 68.
- Chuyển Bản Muống thành tổ dân phố Muống.
- Chuyển bản Pa Hốc thành tổ dân phố Pa Hốc.
- Chuyển bản Piềng Sàng thành tổ dân phố Piềng Sàng.
- Chuyển bản Suối Kem thành tổ dân phố Suối Kem.
- Chuyển bản Tám Ba thành tổ dân phố Tám Ba.
- Chuyển bản Thảo Nguyên thành tổ dân phố Thảo Nguyên.
- Chuyển bản Tiến Phong thành tổ dân phố Tiến Phong.
- Chuyển bản Xồm Lồm thành tổ dân phố Xồm Lồm.